# ثوم رقيق الأزهار
الثوم رقيق الأزهار (باللاتينية: Allium tenuiflorum) نوع نباتي عشبي يتبع جنس الثوم من الفصيلة الثومية.

## الموئل والانتشار
ينتشر في المغرب العربي (ليبيا) والبلقان وإيطاليا.
- (باللاتينية: Allium pallens subsp. tenuiflorum (Ten.) Stearn)
- (باللاتينية: Allium paniculatum subsp. tenuiflorum (Ten.) K. Richt.)
- (باللاتينية: Allium paniculatum var. tenoreanum Maire & Weiller)